# Диагенез
Диагенез (в пер. с греч. — «перерождение, преобразование») — совокупность физико-химических процессов преобразования рыхлых осадков в осадочные горные породы. Стадия литогенеза.

## Описание
Происходит в верхних слоях земной коры и заключается в рекристаллизации осадков, образовании минералов, конкреций, гидратации или дегидратации (обезвоживании), цементации осадков и тому подобном.
Различают два этапа диагенетичного минералообразования: окислительный и восстановительный.
Стадии:
- ранний диагенез;
- поздний диагенез.

Процессы:
- диагенез субаквальный — подводные процессы преобразования;
- диагенез субаэральный (экзодиагенез) — воздушные процессы.

## Превращение веществ
1. Уплотнение под действием веса осадочных образований, залегающих выше (главные процессы — перегруппировка частиц);
2. Дегидратация и гидратация — отжим воды, которая перемещается в высшие слои (выжимается около 50 % воды);
3. Переработка осадка микроорганизмами (интенсивно перерабатываются тонкодисперсные осадки — пелитовые, карбонатные, фосфатные; ведущую роль в переработке играют бактерии и мулоиды);
4. Образование новых устойчивых минеральных модификаций (например, превращение FeS • nH2O в FeS2 (пирит), арагонита в кальцит, опала в халцедон);
5. Растворение и биохимический распад неустойчивых частиц осадка, обусловленные физико-химическими и биохимическими параметрами среды (например, в современных речных отложениях гумидных зон или в селениях холодноводных морских бассейнов карбонатные остатки не сохраняются, поскольку среда кислая вследствие избытка углекислоты; в тепловодных бассейнах количество углекислоты незначительное, среда щелочная и условия благоприятные для сохранения карбоната кальция);
6. Декристаллизация и перекристаллизация компонентов осадка характерна для хемогенных и коллоидных осадков (пример: образование конкреций вследствие кристаллизации исходного коллоидного материала, перекристаллизация кальцита и превращение его в доломит).